# 矮胖子
矮胖子（英語：Humpty Dumpty）是《鵝媽媽童謠》中的人物。

## 《鵝媽媽童謠》之矮胖子
Humpty Dumpty sat on a wall.
Humpty Dumpty had a great fall.
All the king's horses,
and all the king's men,
couldn't put Humpty Dumpty together again
矮胖子，坐牆頭，
栽了一個大跟斗。
國王呀，齐兵馬，
破镜难圆没办法。

## 二次创作
在《愛麗絲鏡中奇遇記》中，矮胖子是蛋形的。
“當愛麗絲走到離它幾步遠的時候，她看到蛋上面有眼睛、鼻子和嘴。當更靠近時，她清楚地看到這就是著名的“矮胖子”了。”——愛麗絲鏡中奇遇記